# Управляемый термоядерный синтез
Управля́емый термоя́дерный си́нтез (УТС) — синтез более тяжёлых атомных ядер из более лёгких с целью получения энергии, который, в отличие от взрывного термоядерного синтеза (используемого в термоядерных взрывных устройствах), носит управляемый характер. Управляемый термоядерный синтез отличается от традиционной ядерной энергетики тем, что в последней используется реакция распада, в ходе которой из тяжёлых ядер получаются более лёгкие. В основных ядерных реакциях, которые планируется использовать в целях осуществления управляемого термоядерного синтеза, будут применяться дейтерий (2H) и тритий (3H), а в более отдалённой перспективе — гелий-3 (3He) и бор-11 (11B).
Эксперименты по управляемому термоядерному синтезу принято делить на две большие группы: магнитный управляемый термоядерный синтез и инерциальный управляемый термоядерный синтез.

## История проблемы
В 1946 году британские физики Джордж Паджет Томсон и Мозес Блэкмен подали заявку на патент на тороидальное устройство для термоядерной реакции в газе в результате давления электромагнитного излучения.
В 1950 году впервые задачу по управляемому термоядерному синтезу в Советском Союзе сформулировал и предложил для неё некоторое конструктивное решение советский физик Олег Лаврентьев.
Идею применить для управляемого термоядерного синтеза плазменную магнитную ловушку с токовыми проводниками, расположенными снаружи замкнутых магнитных поверхностей, выдвинул в 1951 году американский физик Л. Спитцер, который предложил название для таких систем — стелларатор (тор из звёздного вещества). Первый образец стелларатора был построен под его руководством в рамках секретного проекта «Маттерхорн».
Игорь Курчатов в 1956 году высказал предложение о сотрудничестве учёных-атомщиков разных стран в решении проблемы управляемого термоядерного синтеза. Это произошло во время посещения британского ядерного центра «Харуэлл».

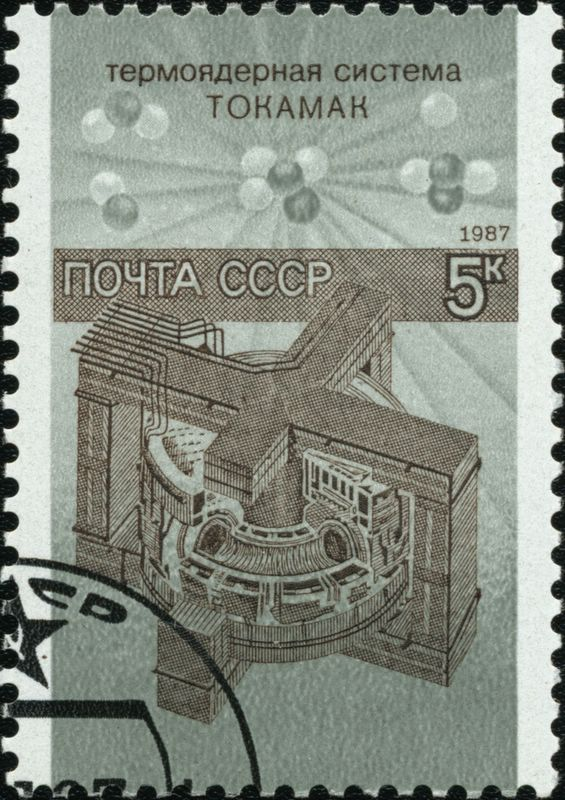
Почтовая марка СССР, 1987 год

Наибольшие успехи в термоизоляции плазмы были достигнуты на так называемых токамаках — тороидальных камерах с магнитным полем. Их идея была предложена в СССР А. Д. Сахаровым и И. Е. Таммом в начале 1950-х годов, а в конце 1960-х — начале 1970-х годов на них в Курчатовском институте под руководством академика Л. А. Арцимовича была впервые получена высокотемпературная термоядерная плазма.
30 октября 1997 года в одном из экспериментов на объединённом европейском токамаке-реакторе JET в Великобритании удалось достичь мощности ядерного энерговыделения более 16 МВт, что примерно сравнялось с мощностью плазменных потерь. Это получило название режима «перевала» — равенства тепловых потерь горячей зоны реактора и энергетического выхода реакции термоядерного синтеза, но этот результат был получен лишь в переходном импульсном режиме длительностью в секунду. Похожие режимы длительностью в десятки секунд уже реализованы на некоторых крупных токамаках, но тепловые потери в них пока ещё заметно превышают возможное энерговыделение.
Следующим шагом в исследованиях должен стать Международный термоядерный экспериментальный реактор (англ. International Thermonuclear Experimental Reactor, ITER), срок окончания постройки запланирован на 2035 год. На этом реакторе планируется провести исследование поведения высокотемпературной плазмы и конструктивных материалов для промышленного реактора.
Одним из альтернативных токамакам направлений экспериментов являются открытые ловушки для удержания плазмы (пробкотроны). Долгое время считалось, что такой тип установок обречён иметь очень низкую температуру плазмы, и они могут служить лишь в качестве инструмента изучения фундаментальных свойств плазмы и стендов для поддерживающих экспериментов для ITER. Однако в 2010-е годы исследователи Института ядерной физики СО РАН на установке ГДЛ (ГазоДинамическая Ловушка) сумели значительно увеличить температуру нагрева плазмы, в 2016 году доведя её до рекордных 10 миллионов градусов по Цельсию. Время удержания плазмы составило миллисекунды. Это позволило всерьез задуматься над проектом термоядерного реактора на этой основе, который может быть реализован в течение 20—30 лет.
Кроме магнитного управляемого термоядерного синтеза, о котором говорится выше, существует и другой подход к проблеме — инерциальный управляемый термоядерный синтез. Идея заключается в быстром и равномерном нагреве термоядерного топлива, так, чтобы образовавшаяся плазма до разлёта успела прореагировать. Таким образом, при использовании данного принципа реактор будет импульсным. В 2009 году в США в рамках исследования инерциального термоядерного синтеза произвели пробный запуск лазеров в национальном комплексе лазерных термоядерных реакций (NIF). В эксперименте на этой установке 5 декабря 2022 года учёные впервые в истории добились положительного выхода энергии в ходе реакции термоядерного синтеза, удалось получить около 3,15 мегаджоуля энергии, что превысило направленную лазерами в мишень энергию — 2,05 мегаджоуля. В то же время речь идёт лишь о превышении выделившейся энергии над энергией, непосредственно переданной в мишень; для накачки системы лазеров потребовалась энергия, превышающая 400 мегаджоулей, то есть КПД установки в этом эксперименте — менее 1 %
Термоядерный синтез также можно вызвать давлением электромагнитного излучения с помощью рентгеновской установки. Такие эксперименты в области управляемого термоядерного синтеза проводятся с помощью так называемой Z-машины в Сандийских национальных лабораториях. Первый прототип такой установки был создан в 1980 году, затем она модернизировалась.

## Физика процесса

Зависимость энергии связи нуклона от числа нуклонов в ядре

Атомные ядра состоят из двух типов нуклонов — протонов и нейтронов. Их удерживает вместе так называемое сильное взаимодействие. При этом энергия связи каждого нуклона с другими зависит от общего количества нуклонов в ядре, как показано на графике. Из графика видно, что у лёгких ядер с увеличением количества нуклонов энергия связи растёт, а у тяжёлых падает. Если добавлять нуклоны в лёгкие ядра или удалять нуклоны из тяжёлых атомов, то эта разница в энергии связи будет выделяться в виде разницы между затратами на осуществление реакции и кинетической энергией высвобождающихся частиц. 
Протоны в ядре имеют электрический заряд, а значит, испытывают кулоновское отталкивание. В ядре это отталкивание компенсируется сильным взаимодействием, удерживающим нуклоны вместе. Но сильное взаимодействие имеет радиус действия гораздо меньше кулоновского отталкивания. Поэтому для слияния двух ядер в одно требуется сначала их сблизить, преодолевая кулоновское отталкивание. Известно несколько таких способов. В недрах звёзд это гравитационные силы. В ускорителях — кинетическая энергия разогнанных ядер или элементарных частиц. В термоядерных реакторах и термоядерном оружии — энергия теплового движения ядер атомов. 

## Типы реакций
Реакция синтеза заключается в следующем: два или более относительно лёгких атомных ядра в результате теплового движения сближаются настолько, что короткодействующее сильное взаимодействие, проявляющееся на таких расстояниях, начинает преобладать над силами кулоновского отталкивания между одинаково заряженными ядрами, в результате чего образуются ядра других, более тяжёлых элементов. Система нуклонов потеряет часть своей массы, равную энергии связи, и по известной формуле E=mc² при создании нового ядра освободится значительная энергия сильного взаимодействия. 
Установлено, что смесь двух изотопов, дейтерия и трития, требует меньше энергии для реакции синтеза по сравнению с энергией, выделяемой во время реакции. Однако, хотя смесь дейтерия и трития (D-T) является предметом большинства исследований синтеза, она в любом случае не является единственным видом потенциального горючего. Другие смеси могут быть проще в производстве; их реакция может надёжнее контролироваться, или, что более важно, производить меньше нейтронов. Особенный интерес вызывают так называемые «безнейтронные» реакции, поскольку успешное промышленное использование такого горючего будет означать отсутствие долговременного радиоактивного загрязнения материалов и конструкции реактора, что, в свою очередь, могло бы положительно повлиять на общественное мнение и на общую стоимость эксплуатации реактора, существенно уменьшив затраты на вывод из эксплуатации и утилизацию. 

### Реакция дейтерий + тритий (Топливо D-T)

Схема реакции дейтерий-тритий

Реакция, осуществимая при наиболее низкой температуре — дейтерий + тритий:
{\displaystyle {}_{1}^{2}{\mbox{H}}+{}_{1}^{3}{\mbox{H}}\rightarrow {}_{2}^{4}{\mbox{He}}+{}_{0}^{1}{\mbox{n}}+17,6{\mbox{ MeV}}.}
Два ядра: дейтерия и трития сливаются, с образованием ядра гелия (альфа-частица) и высокоэнергетического нейтрона.
Такая реакция даёт значительный выход энергии. 

### Реакция дейтерий + гелий-3
Существенно сложнее, на пределе возможного, осуществить реакцию дейтерий + гелий-3
{\displaystyle {}_{1}^{2}{\mbox{H}}+{}_{2}^{3}{\mbox{He}}\rightarrow {}_{2}^{4}{\mbox{He}}+{}_{1}^{1}{\mbox{p}}+18,4{\mbox{ MeV}}.}
Условия её достижения значительно сложнее. Гелий-3, кроме того, является редким и чрезвычайно дорогим изотопом. В промышленных масштабах в настоящее время не производится[уточнить]. Однако он может быть получен из трития, получаемого в свою очередь на атомных электростанциях; или добыт на Луне.
Сложность проведения термоядерной реакции можно характеризовать тройным произведением nTτ (плотность на температуру на время удержания). По этому параметру реакция D-3He примерно в 100 раз сложнее, чем D-T.

### Реакция между ядрами дейтерия (D-D, монотопливо)
Также возможны реакции между ядрами дейтерия, они идут немного труднее реакции с участием гелия-3:
{\displaystyle \mathrm {D} +\mathrm {D} \ \rightarrow \ \mathrm {p} +\mathrm {T} +4{,}032\;\mathrm {MeV} .}
{\displaystyle \mathrm {D} +\mathrm {D} \ \rightarrow \ \mathrm {n} +{}^{3}\!\,\mathrm {He} +3{,}268\;\mathrm {MeV} .}
В дополнение к основной реакции в ДД-плазме также происходят:
{\displaystyle \mathrm {p} +\mathrm {D} \ \rightarrow \ {}^{3}\!\,\mathrm {He} +\gamma +5{,}4\;\mathrm {MeV} .}
{\displaystyle \mathrm {p} +\mathrm {T} \ \rightarrow \ {}^{4}\!\,\mathrm {He} +\gamma +19{,}814\;\mathrm {MeV} .}
{\displaystyle \mathrm {D} +\mathrm {T} \ \rightarrow \ \mathrm {n} +{}^{4}\!\,\mathrm {He} +17{,}589\;\mathrm {MeV} .}
{\displaystyle \mathrm {D} +\!^{3}\mathrm {He} \ \rightarrow \ \mathrm {p} +{}^{4}\!\,\mathrm {He} +18{,}353\;\mathrm {MeV} .}
{\displaystyle {}^{3}\!\,\mathrm {He} +\!^{3}\mathrm {He} \ \rightarrow \ 2\,\mathrm {p} +\,{}^{4}\!\,\mathrm {He} +12{,}86\;\mathrm {MeV} .}
{\displaystyle \mathrm {T} +\mathrm {T} \ \rightarrow \ 2\,\mathrm {n} +{}^{4}\!\,\mathrm {He} +11{,}332\;\mathrm {MeV} .}
Эти реакции медленно протекают параллельно с реакцией дейтерий + гелий-3, а образовавшиеся в ходе них тритий и гелий-3 с большой вероятностью немедленно реагируют с дейтерием.

### Другие типы реакций
Возможны и некоторые другие типы реакций. Выбор топлива зависит от множества факторов — его доступности и дешевизны, энергетического выхода, лёгкости достижения требующихся для реакции термоядерного синтеза условий (в первую очередь, температуры), необходимых конструктивных характеристик реактора и т. д.

#### «Безнейтронные» реакции
Наиболее перспективны так называемые «безнейтронные» реакции, так как порождаемый термоядерным синтезом нейтронный поток (например, в реакции дейтерий-тритий) уносит значительную часть мощности и порождает наведенную радиоактивность в конструкции реактора. Реакция дейтерий + гелий-3 является перспективной в том числе и по причине отсутствия нейтронного выхода (но при реакции дейтерий-дейтерий образуется тритий, который может провзаимодействовать с дейтерием, в результате «безнейтронного» термоядерного синтеза до настоящего времени нет).
{\displaystyle \mathrm {D} +\!^{3}\mathrm {He} \ \rightarrow \ \mathrm {p} +{}^{4}\!\,\mathrm {He} +18{,}353\;\mathrm {MeV} .}
{\displaystyle \mathrm {D} +\!^{6}\mathrm {Li} \ \rightarrow \ 2\,{}^{4}\!\,\mathrm {He} +22{,}4\;\mathrm {MeV} .}
{\displaystyle \mathrm {p} +\!^{6}\mathrm {Li} \ \rightarrow {}^{4}\!\,\mathrm {He} +{}^{3}\!\,\mathrm {He} +4{,}0\;\mathrm {MeV} .}
{\displaystyle {}^{3}\!\,\mathrm {He} +\!^{6}\mathrm {Li} \ \rightarrow \ \mathrm {p} +2\,{}^{4}\!\,\mathrm {He} +16{,}9\;\mathrm {MeV} .}
{\displaystyle {}^{3}\!\,\mathrm {He} +\!^{3}\mathrm {He} \ \rightarrow \ 2\,\mathrm {p} +\,{}^{4}\!\,\mathrm {He} +12{,}86\;\mathrm {MeV} .}
{\displaystyle \mathrm {p} +\!^{7}\mathrm {Li} \ \rightarrow \ 2\,{}^{4}\!\,\mathrm {He} +17{,}2\;\mathrm {MeV} .}
{\displaystyle \mathrm {p} +\!^{1}\!^{1}\mathrm {B} \ \rightarrow \ 3\,{}^{4}\!\,\mathrm {He} +8{,}7\;\mathrm {MeV} .}

#### Реакции на лёгком водороде
Протон-протонные реакции синтеза, идущие в звёздах, не рассматриваются как перспективное термоядерное горючее. Протон-протонные реакции идут через слабое взаимодействие с излучением нейтрино, и по этой причине требуют астрономических размеров реактора для сколь-либо заметного энерговыделения.
p + p → ²D + e+ + νe + 0.42 Мэв

## Условия

Ядерная реакция лития-6 с дейтерием ^{6}Li(d,α)α

Управляемый термоядерный синтез возможен при одновременном выполнении двух условий:
- Скорость соударения ядер соответствует температуре плазмы:

T > 108 K (для реакции D-T).
- Соблюдение критерия Лоусона:

nτ > 1014 см−3·с (для реакции D-T),
где n — плотность высокотемпературной плазмы, τ — время удержания плазмы в системе.
От значения этих двух критериев в основном зависит скорость протекания той или иной термоядерной реакции.
Управляемый термоядерный синтез пока не осуществлён в промышленных масштабах. Наиболее трудная задача, стоящая на пути осуществления управляемого термоядерного синтеза, заключается в изоляции плазмы от стенок реактора.
Строительство международного экспериментального термоядерного реактора (ITER) находится в начальной стадии.

## Конструкции реакторов

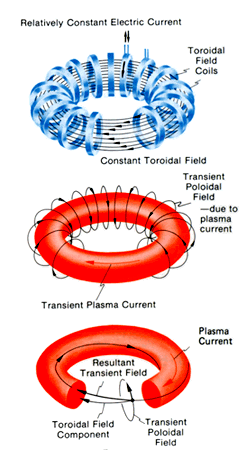
Токамак (ТОроидальная КАмера с МАгнитными Катушками) — тороидальная установка для магнитного удержания плазмы. Плазма удерживается не стенками камеры, которые не способны выдержать её температуру, а специально создаваемым магнитным полем. Особенностью токамака является использование электрического тока, протекающего через плазму для создания тороидального поля, необходимого для равновесия плазмы.

Существуют две принципиальные схемы осуществления управляемого термоядерного синтеза, разработки которых продолжаются в настоящее время (2017):
1. Квазистационарные системы, в которых нагрев и удержание плазмы осуществляется магнитным полем при относительно низком давлении и высокой температуре. Для этого применяются реакторы в виде токамаков, стеллараторов (торсатронов) и зеркальных ловушек, которые отличаются конфигурацией магнитного поля. К квазистационарным реакторам относится реактор ITER, имеющий конфигурацию токамака.
2. Импульсные системы. В таких системах управляемый термоядерный синтез осуществляется путём кратковременного нагрева небольших мишеней, содержащих дейтерий и тритий, сверхмощными лазерными лучами или пучками высокоэнергичных частиц (ионов, электронов). Такое облучение вызывает последовательность термоядерных микровзрывов[20][21].

Первый вид термоядерных реакторов намного лучше разработан и изучен, чем второй.
В ядерной физике, при исследованиях термоядерного синтеза, для удержания плазмы в некотором объёме используется магнитная ловушка — устройство, удерживающее плазму от контакта с элементами термоядерного реактора. Магнитная ловушка используется, в первую очередь, как теплоизолятор. Принцип удержания плазмы основан на взаимодействии заряженных частиц с магнитным полем, а именно — на спиральном вращении заряженных частиц вдоль силовых линий магнитного поля. Однако намагниченная плазма очень нестабильна. В результате столкновений заряженные частицы стремятся покинуть магнитное поле. 

### Радиационная безопасность
Термоядерный реактор намного безопаснее ядерного реактора в радиационном отношении. Прежде всего, количество находящихся в нём радиоактивных веществ сравнительно невелико. Энергия, которая может выделиться в результате какой-либо аварии, тоже мала и не может привести к разрушению реактора. При этом в конструкции реактора есть несколько естественных барьеров, препятствующих распространению радиоактивных веществ. Например, вакуумная камера и оболочка криостата должны быть герметичными, иначе реактор просто не сможет работать. Тем не менее, при проектировании ITER большое внимание уделялось радиационной безопасности как при нормальной эксплуатации, так и во время возможных аварий.
Есть несколько источников возможного радиоактивного загрязнения:
- радиоактивный изотоп водорода — тритий;
- наведённая радиоактивность в материалах установки в результате облучения нейтронами;
- радиоактивная пыль, образующаяся в результате воздействия плазмы на первую стенку;
- радиоактивные продукты коррозии, которые могут образовываться в системе охлаждения.

Для того чтобы предотвратить распространение трития и пыли, если они выйдут за пределы вакуумной камеры и криостата, необходима специальная система вентиляции, которая должна поддерживать в здании реактора пониженное давление. Поэтому из здания не будет утечек воздуха, кроме как через фильтры вентиляции.
При строительстве реактора, например ITER, где только возможно, будут применяться материалы, уже испытанные в ядерной энергетике. Благодаря этому наведённая радиоактивность будет сравнительно небольшой. В частности, даже в случае отказа систем охлаждения естественной конвекции будет достаточно для охлаждения вакуумной камеры и других элементов конструкции.
Оценки показывают, что даже в случае аварии радиоактивные выбросы не будут представлять опасности для населения и не вызовут необходимости эвакуации.

## Цикл топлива
Реакторы первого поколения будут, вероятнее всего, работать на смеси дейтерия и трития. Нейтроны, которые появляются в процессе реакции, поглотятся защитой реактора, а выделяющееся тепло будет использоваться для нагревания теплоносителя в теплообменнике, и эта энергия, в свою очередь, будет использоваться для вращения генератора.
{\displaystyle {}_{3}^{6}\mathrm {Li} \ +\ _{0}^{1}\mathrm {n} \ \rightarrow \ _{1}^{3}\mathrm {T} \ +\ _{2}^{4}\mathrm {He} }.
{\displaystyle {}_{3}^{7}\mathrm {Li} \ +\ _{0}^{1}\mathrm {n} \ \rightarrow \ _{1}^{3}\mathrm {T} \ +\ _{2}^{4}\mathrm {He} +\ _{0}^{1}\mathrm {n} }.
Реакция с 6Li является экзотермической, обеспечивая получение небольшой энергии для реактора. Реакция с 7Li является эндотермической — но не потребляет нейтронов. По крайней мере, некоторые реакции 7Li необходимы для замены нейтронов, потерянных в реакции с другими элементами. Большинство конструкций реактора используют естественные смеси изотопов лития.
Это топливо имеет ряд недостатков:
- Реакция продуцирует значительное количество нейтронов, которые активируют (радиоактивно заражают) реактор и теплообменник. Нейтронное облучение во время реакции D-T настолько велико, что после первой серии тестов на JET, наибольшем реакторе на сегодняшний день на таком топливе, реактор стал настолько радиоактивным, что для завершения годового цикла тестов пришлось разработать роботизированную систему дистанционного обслуживания[23][24].
- Требуются мероприятия для защиты от возможного истока радиоактивного трития.
- Только около 20 % энергии синтеза выделяется в форме заряженных частиц (остальное — нейтроны), что ограничивает возможность прямого превращения энергии синтеза в электроэнергию[25].
- Поскольку тритий недоступен в природе, использование реакции D-T зависит от имеющихся запасов лития, которые значительно меньше чем запасы дейтерия. Из лития-6 получают тритий облучением нейтронами по схеме: {\displaystyle {}\mathrm {{}^{6}Li} +\mathrm {n} \rightarrow \mathrm {{}^{3}H} +\mathrm {{}^{4}He} }.

Существуют, в теории, альтернативные виды топлива, которые лишены указанных недостатков. Но их использованию препятствует фундаментальное физическое ограничение. Чтобы получить достаточное количество энергии из реакции синтеза, необходимо удерживать достаточно плотную плазму при температуре синтеза (108 K) на протяжении определённого времени. Этот фундаментальный аспект синтеза описывается произведением плотности плазмы n на время содержания нагретой плазмы τ, что требуется для достижения точки равновесия. Произведение nτ зависит от типа горючего и является функцией температуры плазмы. Из всех видов горючего дейтерий-тритиевая смесь требует самого низкого значения nτ, по меньшей мере на порядок, и самую низкую температуру реакции, по меньшей мере в 5 раз. 

## Реакция синтеза в качестве промышленного источника электроэнергии
Энергия синтеза рассматривается многими исследователями в качестве «естественного» источника энергии в долгосрочной перспективе. Сторонники коммерческого использования термоядерных реакторов для производства электроэнергии приводят следующие аргументы в их пользу:
- Практически неисчерпаемые запасы топлива (водород).
- Топливо можно добывать из морской воды на любом побережье мира, что делает невозможным монополизацию топливных ресурсов одной страной или группой стран. Однако данное преимущество актуально только для реакций без использования трития.
- Минимальная вероятность аварийного взрывного увеличения мощности реакции в термоядерном реакторе.
- Отсутствие продуктов сгорания.
- Нет необходимости использовать материалы, которые могут быть использованы для производства ядерных взрывных устройств, таким образом исключается возможность диверсий и терроризма.
- По сравнению с ядерными реакторами вырабатываются радиоактивные отходы с коротким периодом полураспада[26].

## Стоимость электроэнергии в сравнении с традиционными источниками
Критики указывают, что вопрос о рентабельности ядерного синтеза в производстве электроэнергии в общих целях остаётся открытым. В том же исследовании, проведённом по заказу Бюро науки и техники парламента Великобритании, указывается, что себестоимость производства электроэнергии с использованием термоядерного реактора будет, вероятно, в верхней части спектра стоимости традиционных источников энергии. Многое будет зависеть от доступной в будущем технологии, структуры и регулирования рынка. Стоимость электроэнергии напрямую зависит от эффективности использования, длительности эксплуатации и стоимости утилизации реактора.

## Доступность коммерческой энергии ядерного синтеза
Несмотря на распространённый оптимизм (с начала первых исследований 1950-х годов), существенные препятствия между сегодняшним пониманием процессов ядерного синтеза, технологическими возможностями и практическим использованием ядерного синтеза до сих пор не преодолены. Неясным является даже то, насколько может быть рентабельным производство электроэнергии с использованием термоядерного синтеза. Хотя наблюдается постоянный прогресс в исследованиях, исследователи то и дело сталкиваются с новыми проблемами. Например, проблемой является разработка материала, способного выдержать нейтронную бомбардировку, которая, как оценивается, должна быть в 100 раз интенсивнее, чем в традиционных ядерных реакторах. Тяжесть проблемы усугубляется тем, что сечение взаимодействия нейтронов с ядрами с ростом энергии перестаёт зависеть от числа протонов и нейтронов и стремится к сечению атомного ядра — и для нейтронов энергии 14 МэВ просто не существует изотопа с достаточно малым сечением взаимодействия. Это обусловливает необходимость очень частой замены конструкций D-T- и D-D-реактора и снижает его рентабельность настолько, что стоимость конструкций реакторов из современных материалов для этих двух типов оказывается больше стоимости произведённой на них энергии. 
Побочные реакции D-D (3 %) при синтезе D-He осложняют изготовление рентабельных конструкций для реактора, хотя они возможны на современном технологическом уровне.
Различают следующие фазы исследований:
1. Равновесие или режим «перевала» (англ. Break-even): когда общая энергия, выделяемая в процессе синтеза, равна общей энергии, затраченной на запуск и поддержку реакции. Это соотношение помечают символом Q.
2. Пылающая плазма (англ. Burning plasma): промежуточный этап, на котором реакция будет поддерживаться главным образом альфа-частицами, которые продуцируются в процессе реакции, а не внешним подогревом. Q ≈ 5. До сих пор (2012) не достигнут.
3. Воспламенение (англ. Ignition): стабильная самоподдерживающаяся реакция. Должна достигаться при больших значениях Q. До сих пор не достигнуто.

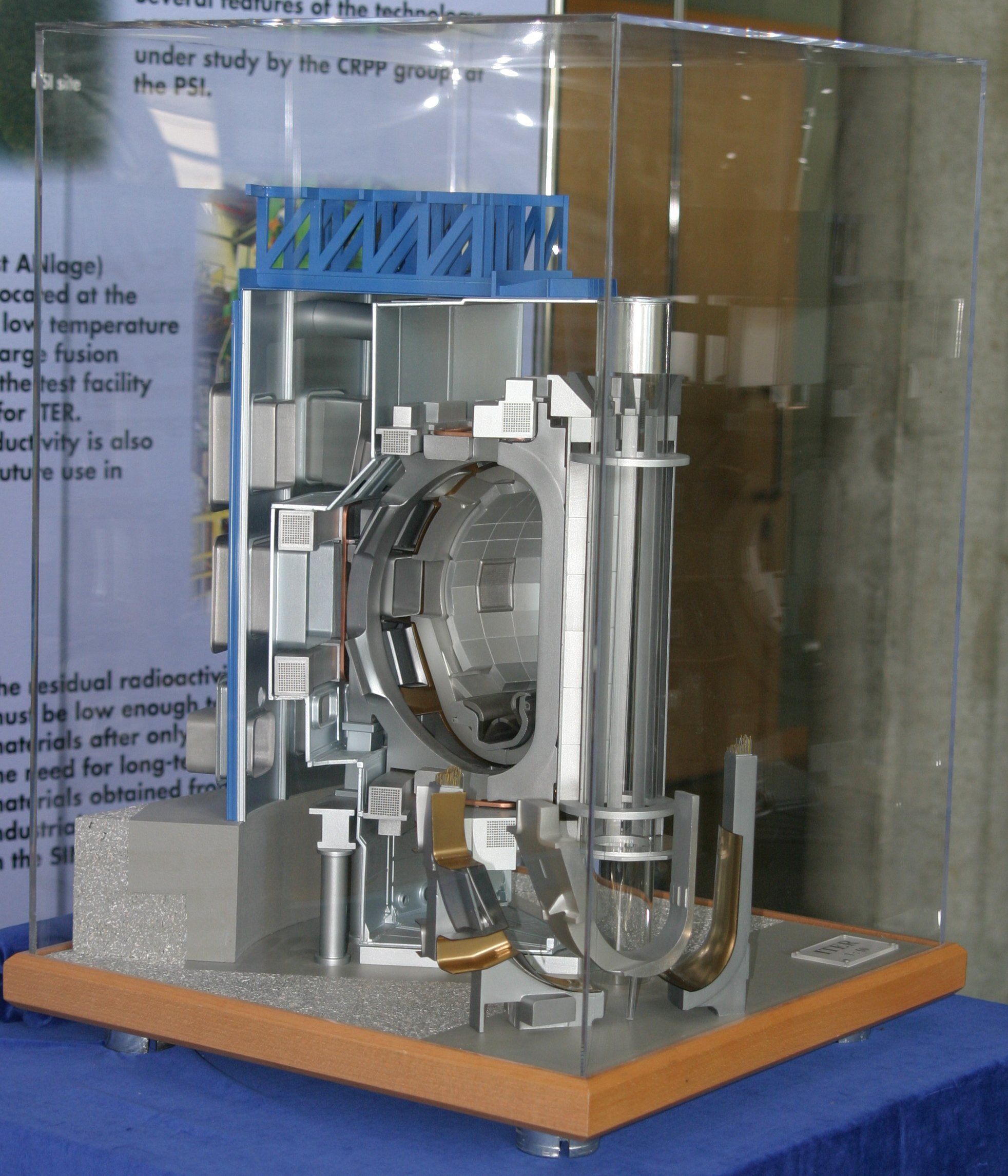
Макет реактора ITER. Масштаб 1:50

Следующим шагом в исследованиях должен стать Международный термоядерный экспериментальный реактор (англ. International Thermonuclear Experimental Reactor, ITER). На этом реакторе планируется провести исследование поведения высокотемпературной плазмы (пылающая плазма с Q ~ 30) и конструктивных материалов для промышленного реактора.
Окончательной фазой исследований станет проект DEMO — прототип промышленного реактора, на котором будет достигнуто воспламенение и продемонстрирована практическая пригодность новых материалов. Самые оптимистичные прогнозы завершения фазы DEMO: 30 лет.
Вслед за DEMO может начаться проектирование и строительство коммерческих термоядерных реакторов (условно называются ТЯЭС — термоядерные электростанции); строительство ТЯЭС может начаться не раньше 2045 года.

## Существующие токамаки
Всего в мире было построено около 300 токамаков. Ниже перечислены наиболее крупные из них.
- СССР и Россия:
  - Т-2 — первый функциональный аппарат.
  - Т-4 — увеличенный вариант Т-3.
  - Т-7 — уникальная установка, в которой впервые в мире реализована относительно крупная магнитная система со сверхпроводящим соленоидом[29] на базе сплава ниобий-титан, охлаждаемого жидким гелием. Главная задача Т-7 была выполнена: подготовлена перспектива для следующего поколения сверхпроводящих соленоидов термоядерной энергетики.
  - Т-10 и PLT — следующий шаг в мировых термоядерных исследованиях, они почти одинакового размера, равной мощности, с одинаковым фактором удержания. И полученные результаты идентичны: на обоих реакторах достигнута заветная температура термоядерного синтеза, а отставание по критерию Лоусона — всего в двести раз.
  - Т-15 — реактор сегодняшнего дня со сверхпроводящим соленоидом[29], дающим поле напряжённостью 3,6 Тл.
  - Глобус-М — первый сферический токамак в России, созданный в 1999 году[30].
  - Глобус-М2[31] — сферический токамак нового поколения, запущенный в 2018 году[32].
- Казахстан:
  - Казахстанский Материаловедческий Токамак (КМТ) — это экспериментальная термоядерная установка для исследований и испытаний материалов в режимах энергетических нагрузок, близких к ITER и будущих энергетических термоядерных реакторов. Место строительства КТМ — город Курчатов[33][34].
- Ливия:
  - ТМ-4А
- Европейский союз и Великобритания:
  - Joint European Torus[35] — самый крупный в мире действующий токамак, созданный организацией Евратом в Великобритании. В нём использован комбинированный нагрев: 20 МВт — нейтральная инжекция, 32 МВт — ионно-циклотронный резонанс. В итоге, критерий Лоусона лишь в 4—5 раз ниже уровня зажигания.
  - Tore Supra[англ.] — токамак со сверхпроводящими катушками (при 1,8 K)[29], один из крупнейших в мире[36]. Находится в исследовательском центре Кадараш (Франция).
- США:
  - Test Fusion Tokamak Reactor[англ.] (TFTR) — токамак в Принстонском университете, крупнейший в США, с дополнительным нагревом быстрыми нейтральными частицами. Достигнут высокий результат: критерий Лоусона при истинно термоядерной температуре всего в 5,5 раза ниже порога зажигания. Закрыт в 1997 году[37].
  - National Spherical Torus Experiment[англ.] (NSTX)[38] — сферический токамак (сферомак), работающий в настоящее время в Принстонском университете. Первая плазма в реакторе получена в 1999 году, через два года после закрытия TFTR.
  - Alcator C-Mod[англ.] — один из трёх крупнейших токамаков в США (два других — NSTX и DIII-D), Alcator C-Mod характеризуется самым высоким магнитным полем и давлением плазмы в мире. Работает с 1993 года[39].
  - DIII-D[англ.] — токамак создан и работает в компании General Atomics в Сан-Диего[40].
- Япония:
  - JT-60[англ.] — крупнейший японский токамак, работающий в Японском институте исследований атомной энергии[англ.] с 1985 года[41].
  - Triam[англ.] — с сверхпроводящими магнитами[29]

- Китай:
  - EAST (Experimental Advanced Superconducting Tokamak, кит. 先进超导托卡马克实验装置) — экспериментальный сверхпроводящий токамак в городе Хэфэй провинции Аньхой. Запущен в 2006 году. Принадлежит Институту физики плазмы Китайской академии наук. Работает в кооперации с международным проектом ИТЭР. На этом реакторе в 2007 году был проведён первый в мире «безубыточный» термоядерный синтез, с точки зрения соотношения затраченной/полученной энергии[42][нет в источнике].